# Gare de Cuers - Pierrefeu
Gare de Cuers - Pierrefeu vasútállomás Franciaországban, Cuers településen.

## Vasútvonalak
Az állomást az alábbi vasútvonalak érintik:
- Marseille–Ventimiglia-vasútvonal

## Kapcsolódó állomások
A vasútállomáshoz az alábbi állomások vannak a legközelebb:
- Gare de Puget-Ville
- Gare de Solliès-Pont